# Schizogenius seticollis
Schizogenius seticollis är en skalbaggsart som beskrevs av Henry Clinton Fall. Schizogenius seticollis ingår i släktet Schizogenius och familjen jordlöpare. Inga underarter finns listade i Catalogue of Life.